# Кампиони, Антон Анжелович
Антон Анжелович (Анджелович) Кампиони (1835 — 1884) — донской гражданский инженер, архитектор.

## Биография
Родился в 1835 году (по другим данным — в 1837 году) в Санкт-Петербурге в семье архитектора Анджело Кампиони (1790—1847), академика Императорской академии художеств. 
В 1848 году поступил в Петербургское строительное училище (на средства, выделенные Войском Донским). После выпуска в 1857 году с чином XII класса был определён на службу в Департамент военных поселений. В 1865 году вступил в должность войскового архитектора Области Войска Донского. В 1881 году вышел в отставку по болезни. На смену Кампиони областным инженером-архитектором 1881 году был назначен К. Ф. Кюнцель.
За усердную службу имел многие награды, в числе которых орден Святой Анны 2-й степени и орден Святого Станислава 3-й степени. За верную службу ему был пожалован в 1876 году чин коллежского советника. 
Умер 22 сентября 1884 года.

## Семья
Был женат на Марии Ягодиной, дочери полковника, у них был сын Николай. 

## Проекты и постройки

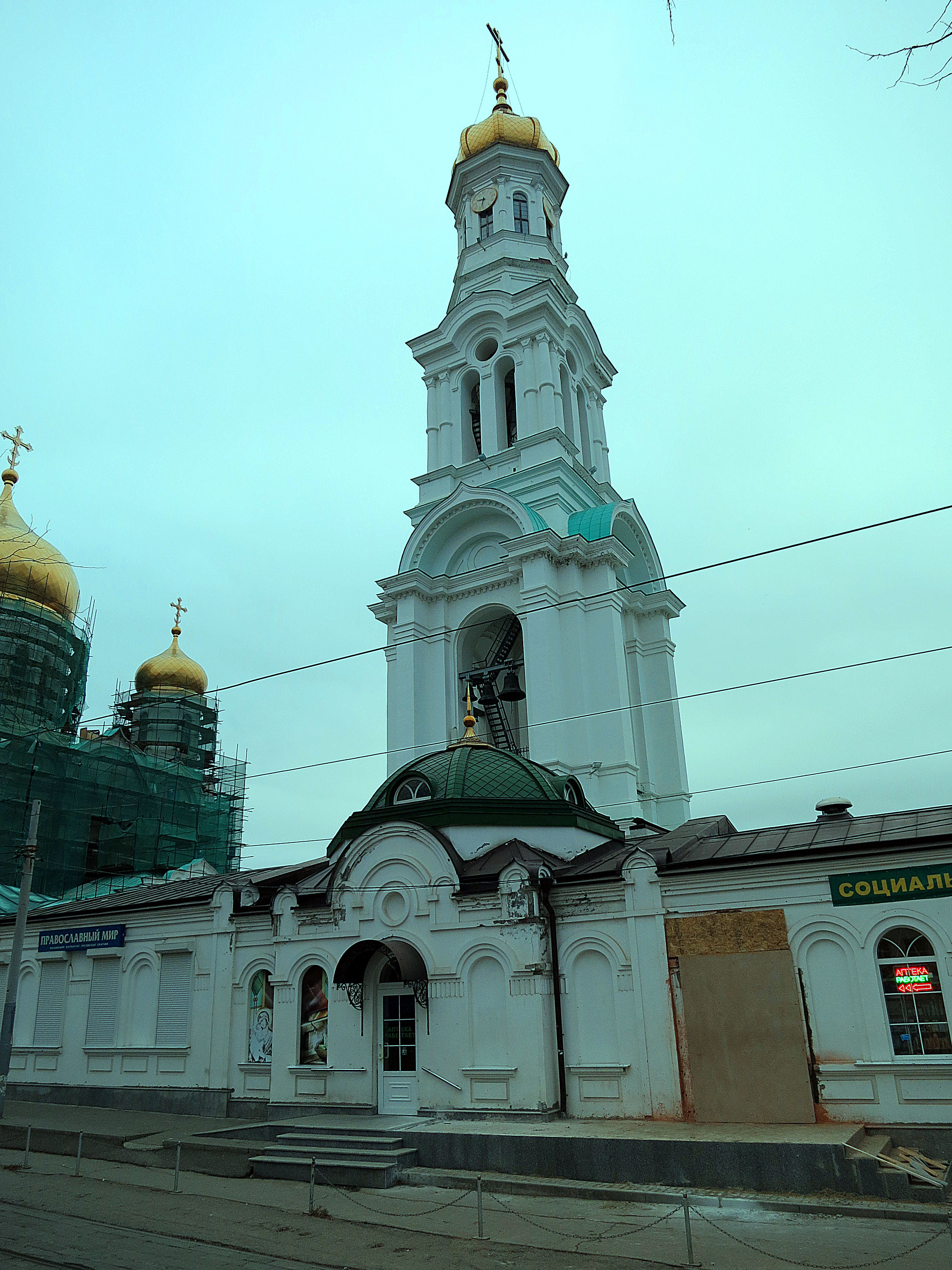
Колокольня Ростовского кафедрального собора

Антоном Кампиони были выполнены многие проекты храмов, частных домов и общественных учреждений в Области Войска Донского. 
- Часовня (капличка) в память казаков — героев Азовского сидения на Монастырском урочище близ станицы Старочеркасской. 1867 (не сохранилась).
- Деревянный театр в Новочеркасске. 1870 (не сохранился).
- Колокольня в Ростовском кафедральном соборе[5] на площади Старого базара. 1875—1887.
- Новочеркасская мужская классическая гимназия. 1870—1875.
- Храм Николая Чудотворца в Константиновске[3]. 1877—1897 (не сохранилась).